# West Gregory (Dakota del Sur)
West Gregory es un territorio no organizado ubicado en el condado de Gregory en el estado estadounidense de Dakota del Sur. En el Censo de 2010 tenía una población de 499 habitantes y una densidad poblacional de 0,88 personas por km².

## Geografía
West Gregory se encuentra ubicado en las coordenadas 43°3′31″N 99°26′50″O / 43.05861, -99.44722. Según la Oficina del Censo de los Estados Unidos, West Gregory tiene una superficie total de 564.21 km², de la cual 563.7 km² corresponden a tierra firme y (0.09%) 0.5 km² es agua.

## Demografía
Según el censo de 2010, había 499 personas residiendo en West Gregory. La densidad de población era de 0,88 hab./km². De los 499 habitantes, West Gregory estaba compuesto por el 97.39% blancos, el 0% eran afroamericanos, el 1.6% eran amerindios, el 0% eran asiáticos, el 0% eran isleños del Pacífico, el 0% eran de otras razas y el 1% pertenecían a dos o más razas. Del total de la población el 0% eran hispanos o latinos de cualquier raza.